# 더 뮤직
더 뮤직(영어: The Music)은 영국의 록 밴드이다.